# Château du Thil (Léognan)
Le château du Thil est un château situé sur la commune de Léognan, dans le département de la Gironde.

## Historique
En 2012, le château Smith Haut Lafitte a acquis les 11,6 hectares mitoyens et produit des vins sous l'appellation Château le Thil Comte Clary.
Le parc du château est inscrit au titre des monuments historiques depuis le 11 mai 2015.